# Стамбульський протокол
Керівництво з ефективного розслідування та документування тортур та інших жорстоких, нелюдських або таких, що принижують гідність, видів поводження та покарання, більш відомий як Стамбульський протокол, є першим набором міжнародних рекомендацій з документування катувань та його наслідків. У Стамбульському протоколі зібрана низка керівних принципів для оцінки заяв про катування та жорстоке поводження, для розслідування справ про катування та повідомлення про зафіксовані випадки катувань судовій владі або іншим органам.
Розробка Стамбульського протоколу тривала 3 року силами понад 75 спеціалістів у сфері медицини, юриспруденції та захисту прав людини, що представляли 40 інституцій та організацій з 15 країн світу. Робота з написання протоколу була ініційована та спланована Правозахисною платформою Туреччини (Туреччина) та Лікарями за права людини (США).
Серед структур, що брали участь у розробці протоколу, є Міжнародний комітет Червоного Хреста, організація «Міжнародна амністія», Комітет проти катувань, Медичний фонд допомоги жертвам катувань та інші.

## Цілі та історія створення
Стамбульський протокол містить міжнародно визнані стандарти та процедури щодо того, як виявляти та фіксувати можливі ознаки катувань, щоб це могло слугувати доказом у суді. Протокол також містить рекомендації щодо належного розслідування випадків катувань.

### Створення документа
Перші кроки для створення документа були зроблені під час міжнародної наради 1996 року, організованої Турецькою медичною асоціацією. Вирішальне значення мали зусилля, яких докладали організації у розслідуванні смерті Бакі Ердогана.
29-річний Бакі Ердоган помер 22 серпня 1993 року на 11 день перебування під вартою. В офіційному урядовому звіті зазначалося, що причиною смерті став гострий набряк легень як результат 10-денного голодування. Турецька медична асоціація провела незалежне розслідування та презентувала альтернативний медичний звіт, у якому було вказано на численні недоліки офіційного звіту. Турецька медична асоціація під час підготовки свого звіту керувалася Протоколом Міннесоти та Типовим протоколом ООН щодо юридичного розслідування позасудових, свавільних та сумарних страт. В альтернативному звіті підкреслювалося, що офіційне судово-медичне розслідування було недосконалим та необ’єктивним, таким, що не відповідало Протоколу Міннесоти. Крім того, фахівці встановили, що причиною смерті Ердогана став гострий распіраторний дистрес-синдром, що був наслідком катувань. Посадовців, що катували Бакі Ердогана, пізніше засудили, і ця справа дала поштовх для створення посібника з документування тортур.
Після фіналізації тексту Стамбульського протоколу у 1999 році стаття про нього була опублікована у міжнародному медичному журналі The Lancet.
До Стамбульського протоколу не існувало єдиної методології для документування випадків катувань. Цей документ став першим посібником, який включив керівні принципи щодо оцінки катувань та жорстокого поводження. 
Документ був представлений Верховному комісару ООН з прав людини 9 серпня 1999 року. Генеральна Асамблея ООН та тодішня Комісія ООН з прав людини (з 2006 року – Рада ООН з прав людини) наполегливо закликали держави замислитися про Принципи, викладені у протоколі, як про корисний інструмент боротьби з катуваннями. Протокол є офіційним документом ООН. Він публікується Управлінням Верховного комісара ООН з прав людини на шести офіційних мовах ООН: англійській, французькій, арабській, китайській, російській та іспанській. 
Спеціальний доповідач ООН щодо катувань у своїх Загальних рекомендаціях 2003 року підкреслив важливість принципів Стамбульського протоколу у контексті створення незалежних національних органів розслідування, оперативності та незалежності розслідування, незалежності судових медичних служб від служб розслідування та отримання судових доказів.
23 квітня 2003 року Комісія ООН з прав людини у своїй Резолюції з прав людини та судової медицини звернула увагу урядів на Стамбульський протокол як корисний інструмент для боротьби з катуваннями. Відповідне посилання на Стамбульський протокол було зроблене у Резолюції  Ради ООН з прав людини «Катування та інші види жорстокого та такого, що принижують гідність, поводження та покарання» 18 червня 2008 року.

### Необов’язковість документа
Стамбульський протокол є необов’язковим для урядів документом. Водночас міжнародне право вимагає від урядів документувати та розслідувати випадки катувань та інших жорстоких, нелюдських або таких, що принижують гідність, видів поводження та покарань. Стамбульський протокол може бути інструментом для цього. 
Катування абсолютно заборонені Загальною декларацією прав людини, Міжнародним пактом про громадянські та політичні права, Європейською конвенцією про захист прав людини та основоположних свобод, Конвенцією ООН проти катувань та інших жорстоких та таких, що принижують гідність, видів поводження або покарання та іншими міжнародними документами. 
Європейський суд з прав людини (ЄСПЛ) визначає, що розслідування небезпідставних скарг про погане поводження має бути ретельним. Це означає, що органи влади завжди повинні добросовісно намагатись з'ясувати те, що трапилось, та не покладатися на поспішні та необґрунтовані висновки для закриття кримінальної справи або використовувати такі висновки як підставу для своїх рішень. Вони повинні вживати всіх заходів для отримання всіх наявних доказів, які мають відношення до події, свідчень очевидців та експертних висновків. Розслідування має бути спроможним забезпечити встановлення та покарання винних осіб. Якщо реакція уряду на скаргу про катування не відповідає цим критеріям, ЄСПЛ визначає це як порушення статті 3 Конвенції, навіть якщо існують сумніви щодо самого факту катування. 

### Міжнародне визнання документа
Окрім визнання системою ООН Стамбульський протокол був також визнаний регіональними органами.
Європейський союз (ЄС) послався на Стамбульський протокол у своїх Керівних принципів щодо політики ЄС стосовно третіх країн у сфері катувань та інших жорстоких та таких, що принижують гідність, видів поводження та покарань. Ці принципи були ухвалені Радою із загальних питань у 2001 році. Керівні принципи ЄС вказують, що державам слід  «оперативно, неупереджено та ефективно розслідувати усі заяви про катування згідно зі Стамбульськими правилами», а також «впроваджувати та реалізовувати ефективні внутрішні процедури реагування та розслідування скарг та повідомлень про катування та жорстоке поводження згідно зі Стамбульськими правилами».

### Стамбульський протокол в Україні
Стамбульський протокол в Україні імплементований лише частково. Європейський комітет з питань запобігання катуванням у своїх доповідях за результатами візитів до України закликав уряд оголосити політику «нульової толерантності» катуванням та жорстокому поводженню. 
У квітні 2017 року Національний превентивний механізм проти катувань повідомив про намір просувати імплементацію документа. Таке рішення ухвалили під час підготовчої зустрічі перед стратегічним плануванням. 
Влітку 2017 року Міністерство охорони здоров’я оголосило про створення робочої групи для розробки медичного стандарту «Медичне документування катування чи нелюдського або такого, що принижує гідність, поводження чи покарання».

## Зміст протоколу
Протокол складається з 6 розділів та 4 додатків. У вступі до протоколу авторський колектив зазначає, що «Стамбульський протокол покликаний слугувати міжнародними керівними принципами для оцінки стану осіб, які стверджують, що зазнали катувань та жорстокого поводження; для розслідування справ щодо ймовірного застосування катувань та надання результатів такої оцінки судовому або будь-якому іншому органу розслідування».

### Розділ «Відповідні міжнародно-правові стандарти»
У першому розділі автори резюмують положення міжнародного права у сфері протидії катувань, зокрема Женевських конвенцій, Загальної декларації прав людини та основоположних свобод, Міжнародного пакту про громадянські та політичні права, Мінімальних стандартів поводження з ув'язненими тощо. Тут же описані повноваження міжнародних та регіональних інституцій, що працюють у сфері недопущення катувань.

### Розділ «Відповідні етичні кодекси»
У другому розділі наведені етичні кодекси, якими керуються спеціалісти, що стикаються із проблемою катувань: юристи та медики. Тут коротко описані положення Міжнародного кодексу медичної етики, Кувейтської декларації, Токійської декларації, Основних принципів незалежності судових органів, Керівних принципів ООН, що стосуються ролі осіб, які підтримують звинувачення, Основних керівних принципів, що стосуються ролі адвокатів тощо.

### Розділ «Правове розслідування фактів застосування катувань»
У третьому розділі описані принципи, за якими має здійснюватися розслідування можливих випадків катувань. Автори наголошують на тому, що «основоположними принципами будь-якого життєздатного розслідування випадків катувань є його компетентність, неупередженість, незалежність, швидкість та ретельність». Відповідно до протоколу, у випадку, якщо процедури розслідування не можуть відповідати цим критеріям (наприклад, через брак ресурсів, досвіду або через упередженість), держави мають проводити розслідування за допомогою незалежної комісії з розслідування або у рамках будь-якої аналогічної процедури.

### Розділ «Загальні аспекти, які потрібно врахувати про опитуваннях»
У четвертому розділі автори роз'яснюють практичні аспекти проведення опитувань ймовірних жертв катувань. У цій частині звернена увага на можливі психологічні наслідки катувань та ризик повторної травматизації ймовірної жертви.

### Розділ «Фізичні докази катувань»
У п'ятому розділі наведені рекомендації щодо медичного документування наслідків катувань. У документі сказано, що «медичну експертизу з метою правосуддя слід проводити об'єктивно та неупереджено». Також автори радять лікарям уникати медичної термінології під час підготовки своїх звітів. «Лікар зобов'язаний виявити будь-які суттєві обставини, що, на його думку, відносяться до справи, та повідомити про них, навіть якщо вони вважаються непричетними до справи». Автори описують типові наслідки розповсюджених видів катувань: підвішування, удушення, катування положенням, катування з впливом на зуби, катування електрошоком, сексуальне насильство, завдавання ударів по стопах тощо.

### Розділ «Психологічні докази катування»
У шостому розділі автори наголошують на можливих наслідках для психічного здоров'я жертв катувань та наводять рекомендації щодо процедур виявлення таких наслідків. «Одна з головних цілей катування полягає в доведенні людини до стану крайньої безпорадності та душевного страждання, які можуть призвести до порушення когнітивних, емоційних та поведінкових функцій». Водночас у цій частині підкреслюється, що психологічні наслідки можуть бути різними для різних людей за різних обставин, але більшість жертв катувань відчувають емоційне переживання і мають психологічні симптоми.

### Додатки
- Принципи ефективного розслідування та документування катування та інших жорстоких, нелюдських або таких, що принижують гідність, видів поводження та покарання;
- Діагностичні дослідження;
- Анатомічні ілюстрації для документування фактів катувань та жорстокого поводження;
- Керівні принципи проведення медичної експертизи випадків катувань чи жорстокого поводження.